# Jacinta de São José
Jacinta de São José (nascida Jacinta Rodrigues Aires e também conhecida como Jacinta de Jesus) (Rio de Janeiro, 15 de outubro de 1716 — Rio de Janeiro, 2 de outubro de 1768) foi uma freira, filantropa e poetisa brasileira. 
Conhecida por ser fundadora de uma ordem religiosa, o Convento de Santa Teresa, embora tenha morrido antes de professar no mesmo. Inaugurado oficialmente em 1780, o Convento se tornou a primeira fundação do ramo feminino do Carmelo Descalço na América Portuguesa. Jacinta fundou também uma escola para meninas, que por muitos anos foi a única instituição do segmento no Brasil.

## Biografia

### Primeiros anos
Jacinta desejava ser freira desde jovem, embora seu pai se opusesse. Após a morte dele, Jacinta começou sua vida devocional.

### Início do trabalho, realizações e morte
Apesar de desapercebida no início de sua vida monástica, acabou sofrendo perseguição, que se perpetuou até o ano de 1748, quando passou a ser protegida pelo governador Gomes Freire de Andrada, Conde de Bobadela.
Em 1749, auxiliada pelo governador, Jacinta fundou seu próprio Convento.
Como o bispo da região e as demais autoridades da Igreja no Brasil desaprovaram a fundação da nova ordem, transferiu-se para Lisboa e, posteriormente, para Roma, em 1759. Em ambas as cidades, obteve a aprovação para a fundação de seu Convento.
Em Lisboa, testemunhou o terremoto de 1755. Durante dias ajudou feridos(as), até que ela mesma ficou doente por excesso de trabalho.
Em 1756, retornou ao Brasil e fundou uma escola para meninas, anexada posteriormente ao seu Convento. Por vários anos, essa escola foi a única instituição do gênero no Brasil.
Iniciou ainda a criação de um hospital para mulheres carentes. Nesse período, em 1763, seu protetor, Gomes Freire, acabou falecendo. Isso ocasionou lentidão ao processo de construções.
Também chegou a publicar uma coletânea de poesias.
Jacinta morreu em 2 de outubro de 1768, anos antes da inauguração oficial do Convento, em 1780.

## Obra selecionada
- Devocionário – coletânea de poesias.[4]